# Šmihel nad Mozirjem
Šmihel nad Mozirjem este o localitate din comuna Mozirje, Slovenia, cu o populație de 168 de locuitori.